# Roland Pike
Roland Hames Pike (Londen, 1914 - South Carolina, 21 januari 1999) was een Brits motorcoureur, maar hij wordt ook beschouwd als een van de beste constructeurs van motorfietsen van zijn tijd.

## Racecarrière
Roland Pike begon zijn racecarrière met 250cc-Rudge-racers. Met zijn productieracer nam hij het op tegen de fabrieksracers, niet alleen in de 250cc-klasse, maar ook in de 350cc-klasse en de 500cc-klasse. In de 250cc-Lightweight Race van de Manx Grand Prix van 1938 werd hij met zijn Rudge vierde. In 1939 startte hij in de meer professionele Isle of Man TT, maar in de Lightweight TT viel hij uit. De Tweede Wereldoorlog onderbrak zijn carrière, maar toen het einde van de benzinedistributie het racen weer mogelijk maakte ging hij in 1947 verder. Met zijn 250cc-machine had hij al een manche van de 500cc-races op Cadwell Park gewonnen, maar in de Lightweight TT van 1947 viel hij uit, terwijl zijn broer Stan als vijfde finishte. Tijdens de Lightweight TT van 1948 haalde hij zijn beste resultaat door achter Maurice Cann tweede te worden. Voor de Senior TT van 1951 wist hij de hand te leggen op een door Jack Amott onder handen genomen BSA Gold Star. Zo'n BSA was zonder achtervering en met een stoterstangenmotor geen partij voor de snellere Norton Manx, maar deze machine had plunjervering en leverde 37,5 pk, vergelijkbaar met een Manx. Roland Pike finishte er als 21e mee, maar ontdekte na de race dat het frame het vermogen niet aan had gekund en op drie plaatsen gebroken was. Pike was tevreden over het motorblok, maar besloot voor het seizoen 1952 zelf nieuwe frames te maken, zowel voor zijn 250cc-Rudge, de 350cc-BSA ZB32 en de 500cc-BSA ZB34. Nadat hij in dienst van BSA kwam kreeg hij echter geen 500cc-blok meer. BSA vond de stoterstangen-eencilinder te zeer verouderd en gaf hem in plaats daarvan een 500cc-A7-paralleltwin. Dit blok wist Pike in het frame te passen maar het bleek zeer onbetrouwbaar. Pike trainde tijdens de TT van 1952 met een Gold Star-blok om de twin voor de race te sparen. De machine had een smalle powerband van slechts 600 tpm en de 44 pk die eruit zouden moeten komen voelden op het circuit aan als 34 pk. Tijdens de Junior TT viel hij met de 350cc-Gold Star uit door een gebroken stoterstang en tijdens de Senior TT verloor hij het schakelpedaal van de BSA A7.

## Pike-BSA
Intussen was hoofdconstructeur Bert Hopwood onder de indruk van zijn prestaties en hij bood hem de functie van hoofd van de ontwikkelingsafdeling bij BSA aan. Dat was de baan van Amott, waarmee Hopwood niet goed kon opschieten. Roland Pike was veel meegaander van aard dan Jack Amott. Roland woonde in de buurt van de De Havilland-vliegtuigfabriek en haalde soms wat bruikbare onderdelen uit de afvalbak van deze fabriek. Hij was de eerste die een BSA Gold Star voorzag van een swingarm-achtervering. De schokdempers kwam van het staartwiel van een De Havilland-vliegtuig. Hopwood vroeg Pike zijn frame verder te voltooien in de BSA-fabriek. Het vertoonde veel gelijkenis met Nortons featherbed frame, maar had slechts een enkele buis van het balhoofd naar beneden, terwijl het featherbed frame een echt dubbel wiegframe was. De buis voor het 350cc-frame was wat zwakker, maar werd in 1954 op de machine van Dennis Lashmar door Pike vervangen door het 500cc-frame. Pike maakte ook een nieuwe bovenste kroonplaat die BSA ook voor haar Daytona-racers ging gebruiken. Omdat zijn werk bij BSA te veel tijd vroeg, besloot Roland Pike na 1952 te stoppen met racen. De 500cc-Gold Star werd verkocht aan Dennis Lashmar, een persoonlijke vriend van de familie Pike, die de Clubmans 1000 cc TT van 1949 had gewonnen met een door Rolands broer Stan geprepareerde Vincent-HRD. De 350cc-versie werd verkocht aan een onbekend Schotse eigenaar, maar enige tijd later kocht Lashmar ook deze machine. Lashmar reed in het seizoen 1954 met de machines in het wereldkampioenschap wegrace, steeds met nieuwe onderdelen en adviezen die hem door Roland Pike werden aangereikt. Hij startte in de GP van België, de TT van Assen, de TT van Man en de GP van Duitsland. Tijdens deze laatste Grand Prix verongelukte hij tijdens de 500cc-race door een uitgebroken voorwiel. Dat was mogelijk veroorzaakt door gesmolten asfalt. Dennis Lashmar liep een gebroken nek op en overleed, maar de motorfiets was niet ernstig beschadigd. Roland Pike reisde naar de Solitudering om Lashmars busje met de beide motorfietsen naar Engeland te brengen. Van 1956 tot 1958 reed Gerry Turner de 500cc-Pike-BSA. Ronald Pike ontwikkelde ook nog een 250cc-Gold Star, waarmee Gerry Turner in de Lightweight TT van 1958 vijftiende werd.

## Jaguar Cars USA en Volkswagen USA
In 1957 emigreerde Ronald Pike met vrouw en dochter naar de Verenigde Staten. Hij werd technisch vertegenwoordiger voor Jaguar Cars. In de jaren zestig ging hij voor een Volkswagendealer werken. Hij verzorgde onder meer technische cursussen voor monteurs. Hij werkte voor Volkswagen tot zijn pensioen in de jaren zeventig. Hij liet zich naturaliseren tot Amerikaan.

## Isle of Man TT resultaten

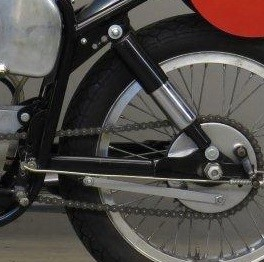
De schokdempers die Roland Pike aanvankelijk gebruikte kwamen van een De Havilland-vliegtuig. Later werden Girling-exemplaren gebruikt.

| Jaar | Klasse         | Team  | Motorfiets              | Plaats |                                           | Winnaar |
| ---- | -------------- | ----- | ----------------------- | ------ | ----------------------------------------- | ------- |
| 1939 | Lightweight TT | Privé | Rudge                   | DNF    | Ted Mellors, Benelli 250 Bialbero         |         |
| 1947 | Lightweight TT | Privé | Rudge                   | DNF    | Manliff Barrington, Moto Guzzi Albatros   |         |
| 1947 | Junior TT      | Privé | Norton 40M              | 13e    | Bob Foster, Velocette KTT Mk VIII         |         |
| 1948 | Lightweight TT | Privé | Rudge                   | 2e     | Maurice Cann, Moto Guzzi Albatros         |         |
| 1948 | Junior TT      | Privé | AJS 7R                  | DNF    | Freddie Frith, Velocette KTT Mk VIII      |         |
| 1949 | Lightweight TT | Privé | Rudge                   | 3e     | Manliff Barrington, Moto Guzzi Albatros   |         |
| 1949 | Junior TT      | Privé | AJS 7R                  | 22e    | Freddie Frith, Velocette KTT Mk VIII      |         |
| 1950 | Lightweight TT | Privé | Rudge                   | 4e     | Dario Ambrosini, Moto Guzzi Gambalunghino |         |
| 1950 | Junior TT      | Privé | AJS 7R                  | 14e    | Artie Bell, Norton 40M                    |         |
| 1951 | Lightweight TT | Privé | Rudge                   | DNF    | Tommy Wood, Moto Guzzi Gambalunghino      |         |
| 1951 | Junior TT      | Privé | AJS 7R                  | DNF    | Geoff Duke, Norton 40M                    |         |
| 1951 | Senior TT      | Privé | BSA ZB34 Gold Star      | 21e    | Geoff Duke, Norton 30M                    |         |
| 1952 | Lightweight TT | Privé | Pike-Rudge              | 13e    | Fergus Anderson, Moto Guzzi Gambalunghino |         |
| 1952 | Junior TT      | Privé | Pike-BSA ZB32 Gold Star | DNF    | Geoff Duke, Norton 40M                    |         |
| 1952 | Senior TT      | Privé | Pike-BSA A7             | DNF    | Reg Armstrong, Norton 30M                 |         |

## Trivia

### Framebuis
De Pike-BSA had een wat vreemde voorste framebuis, die boven ovaal was en naar beneden steeds ronder werd. Een wat vreemde constructie die Roland Pike niet zelf had bedacht. Het was een stabilisatorstang van een Ford Anglia. Pike gebruikte die stangen ook voor zijn achterbrug. 